# Pierre Frank
Pierre Frank (também escrito Franck), (1905 - 1984) foi um líder trotskista francês. Ele atuou no secretariado da Quarta Internacional entre 1948-1979.

## Biografia
Pierre Frank nasceu em Paris (IXº Distrito) em 24 de outubro de 1905, era filho de Aron Frank e de Ana Shirmann, judeus que emigraram da Rússia em 1904 e ganhavam a vida como alfaiate.
Formou-se engenheiro químico na Ecole de Phisique et de Chimie Industrielles de Paris e durante o curso ajudou na fundação da União Geral dos Estudantes Técnicos da Industria, do Comércio e da Agricultura (UGETICA), depois como sindicalista participou ativamente na Federação dos Trabalhadores Químicos afiliada a Confederação Geral do Trabalho Unificada ligada ao Partido Comunista Francês.

### O Inicio da Militância
Pierre Frank dedicou sua vida a uma militância que começou no Partido Comunista Francês em 1925, Frank foi um dos primeiros trotskistas franceses, trabalhando com o surrealista Pierre Naville e o sindicalista Alfred Rosmer.
Em 1927, o jovem engenheiro se manifestava partidário da Oposição Unificada (trotskistas e zinovievistas), junto com alguns ativistas do PC francês (Alfred Rosmer, Pierre Monatte e o primeiro Boris Souvarine,  que  representavam o setor ligado ao sindicalismo revolucionário de Amiens),  ficando ao lado das tendências anti-estalinistas e anti-bukharinistas. Dois anos depois, como consequência da simpatia que sentia pela Oposição de Esquerda trotskista é expulso do PCF.  Depois disso junto com outros oposicionistas e expulsos funda o jornal La Vérité, o mais antigo jornal trotskista.
Em 1930, juntou-se a Trotsky na ilha de Prinkipo (nos arredores de Istambul ) para participar do secretariado que irá preparar uma primeira conferência da  Oposição de Esquerda Internacional.  Após o seu regresso à França, assume a liderança da  recém fundada Liga Comunista , a organização trotskista francesa.
No final de 1934 a Liga Comunista decide, com o apoio de Trotsky e de acordo com a recente tática de entrismo, a entrar na Seção Francesa da Internacional Operária (SFIO). Os trotskistas formariam uma fração (Grupo Bolchevique Leninista)dentro do SFIO, todos estavam muito tensos pois essa a primeira experiência com a nova tática e o entrismo ia ser tentado pela primeira vez a nível mundial na França. Pierre Frank foi eleito para dirigir o GBL dentro do SFIO em junho de 1935, mas alguns meses depois foi expulso do SFIO junto com a maioria do GBL no Congresso de Mulhouse.
Entre os trotskistas franceses começaram a haver discussões sobre os problemas da tática e construção partidária que surgiram como conseqüência da expulsão do SFIO que levou a uma profunda e duradoura cisão. Rivalidades pesoais e uma profunda animosidade abalaram as relações entre vários lideres trotskistas franceses. Um setor minoritário liderados por Pierre Frank e os irmãos  Henri e Raymond Molinier advogavam um amplo reagrupamento fora das fileiras da SFIO e, assim, entrou em acentuado conflito com Trotsky e da maioria dos trotskistas franceses.
O grupo de Pierre Frank e dos irmãos Molinier  lançam o jornal "La Commune" e em janeiro de 1936 fundam o Comité pour la IVe Internationale que será renomeado em março de 1936 para Parti Communist Internationalist (PCI).
Em 1939 Pierre Frank foi sentenciado in absentia à prisão em decorrência dos artigos escritos por ele, então junto com Molinier e Frankvão para a Bélgica , acompanhados por Rodolphe Prager. Molinier e Frank  são os únicos a escapar da ofensiva alemã , fogem em direção ao Reino Unido  com Prager, seus amigos belgas foram quase todos presos. Eles, então, tentar estabelecer contato com os trotskistas britânicos, permanecendo isolados dos trotskistas franceses durante a guerra.
Pierre Frank conseguiu publicar um jornal chamado "Correspondência Internacional" , mas  foi preso pela polícia britânica como estrangeiro perigoso . Transferido para um campo de detenção na  Ilha de Man em 1943 onde permanece isolado durante toda a guerra, sendo liberado somente com a ajuda da trotskista Betty Hamilton em fevereiro de 1946.

### O pós-guerra
Ao final da Segunda Guerra Mundial, voltou para a França via Bélgica e participou da primeira Conferência pós-segunda guerra mundial dos trotskistas que ocorreu em março de 1946 em Paris, nesta conferência a unificação das forças trotskistas foi selada. Na França a campanha para reunificar os trotskistas franceses tinha ocorrido dois anos antes em fevereiro de 1944 numa Conferência Europeia clandestina, onde as três principais correntes rivais se unificaram, a nova  seção da Quarta Internacional passa a utilizar o mesmo nome da antiga corrente de Pierre Frank antes da guerra Parti Communiste Internationaliste (PCI, Partido Comunista Internacionalista). Logo após o termino da Conferência Internacional Pierre Frank é incorporado na direção do PCI.
Com o fim da onda revolucionária na Europa Ocidental pós-II Guerra Mundial, em torno de 1948-1949, o movimento trotskista francês - assim como em toda a Europa Ocidental e América do Norte - passou por um novo período de estagnação e retrocesso que foram refletidos no aumento dos problemas internos e numa série de divisões. Pierre Frank participou de todos esses debates internos. O fato é que eles serviam para manter a continuidade programática e teórica do movimento através dos reajustes inevitáveis ditados pelos novos fenômenos que os marxistas revolucionários tiveram de lidar , como a vitória na Iugoslávia, as revoluções chinesa e da Indochina liderados por forças que se originaram no movimento estalinista, mas foram levadas a romper com ele sobre questões-chaves da estratégia revolucionária para ser capaz de levar a revolução à vitória em seus respectivos países.
Na França dos final dos anos 40 Pierre Frank representava quase sozinho a continuidade do trotskismo pré-guerra dos anos anos 20 e 30, pois a  maioria dos quadros e ativistas foi morta durante a guerra e a ocupação fascista; ou abandonaram a atividade politica.
No Congresso Mundial de 1948, ele é incorporado á direção da Quarta Internacional, junto com  Ernest Mandel e Michel Pablo .Em 1952/1953, mesmo estando em minoria dentro do PCI apoiou as posições de Michel Pablo de entrismo sui generis. Nas décadas de 50, 60 e 70 viajou por vários países da Europa, da América e da Ásia como representante do Secretariado Internacional da Quarta Internacional (SIQI).
O pequeno PCI  sobreviveu durante esse período, liderada por Pierre Frank. Sua principal conquista foi o de compreender a importância da revolução colonial, que continuaram a se desenrolar no mundo ao longo dos anos 1950 e 1960. Devido a esse trabalho de solidariedade, Pierre Frank foi preso em 1956. Assim, teve a honra de ser o único líder do movimento operário francês a ser preso por solidariedade com a Revolução Argelina.
Na verdade, o PCI, estimulado por Michel Pablo  e Pierre Frank, comprometeu-se a uma defesa ativa, incluindo uma ajuda material e política, à Revolução Argelina, à Revolução Cubana e à Revolução Vietnamita. Isto permitiu-lhe influenciar e, em seguida, conquistar uma ampla corrente de juventude comunista na União dos Estudantes Comunistas (Communistes Union des Etudiants - UEC), que tinha adotado a mesma orientação.
Isto levou à criação da Juventude Comunista Revolucionária (Jeunesse Communiste Révolutionnaire - JCR) e depois de maio de 1968, na fusão do JCR e PCI que deu origem à Liga Comunista, seção francesa da IV Internacional, o primeiro exemplo, na Europa, a transformação de um dos pequenos grupos trotskistas originais em uma organização numericamente mais forte com mais raízes na classe trabalhadora.
Em  1963 participou ativamente no processo de fusão que deu origem ao Secretariado Unificado da Quarta Internacional (SUQI), participando de sua direção, tornou-se editor do "Press Intercontinental". Anos mais  tarde ele ajudou a organizar a Liga Comunista Revolucionária , em 1973, continuando sendo um ativo militante.
Depois de ter suas responsabilidades políticas retiradas na segunda metade da década de 70 Pierre Frank morre em 18 de abril de 1984 no hospital La Pitíe em Paris . Foi cremado no cemitério Père Lachaise.

## Obras
Sua obra literária inclui muitos artigos e folhetos, mas dois de seus livros merecem especial menção: Quarta Internacional: A Longa Marcha dos Trotskistas e  História da Internacional Comunista (1919-1943) cujos dois volumes foram publicados pela Editora La Breche em 1979. Este livro, que é o único trabalho científico, marxista sobre este tema decisivo ilustra o alcance da experiência e lucidez que Pierre adquirida em seus quase sessenta anos de ativismo. Da mesma forma, também reflete a sua preocupação fundamental com a continuidade da teoria e da prática comunista, isto é, no século XX, da teoria e prática marxista revolucionária.